# Grão-Canato Uigur
Grão-Canato Uigur (em turco antigo: 𐱃𐰆𐰴𐰕:𐰆𐰍𐰕:𐰉𐰆𐰑𐰣, Toquz Oγuz budun; em uigur: ئۇيغۇر خانلىقى, Uiğur Xanliqi; em chinês: 回鹘 ou 回纥, Huíhú ou Huíhé) também chamado Império Uigur ou País Oguz Tocuz, foi um império turcomano que existiu por aproximadamente um século dos séculos VIII ao IX. Eram uma confederação tribal sob a nobreza uigur de Orcom (回鶻), referida pelos chineses como Jiu Xingue ("Nove Clãs"), um calque do nome Tocuz Oguz ou Tocuz Tugueluque.